# انریکو برلینگوئر
انریکو برلینگوئر (ایتالیایی: Enrico Berlinguer؛ ۱۵ مه ۱۹۲۲ – ۱۱ ژوئن ۱۹۸۴) سیاستمدار اهل ایتالیا بود.
وی از سال ۱۹۶۸ تا ۱۹۸۴ عضو مجلس نمایندگان ایتالیا و از سال ۱۹۷۲ تا ۱۹۸۴ دبیرکل حزب کمونیست ایتالیا بوده است. برلینگوئر در ۷ ژوئن ۱۹۸۴ در حین سخنرانی در شهر پادووا دچار خونریزی مغزی شد و چهار روز بعد در ۱۱ ژوئن ۱۹۸۴ درگذشت.

## نگارخانه

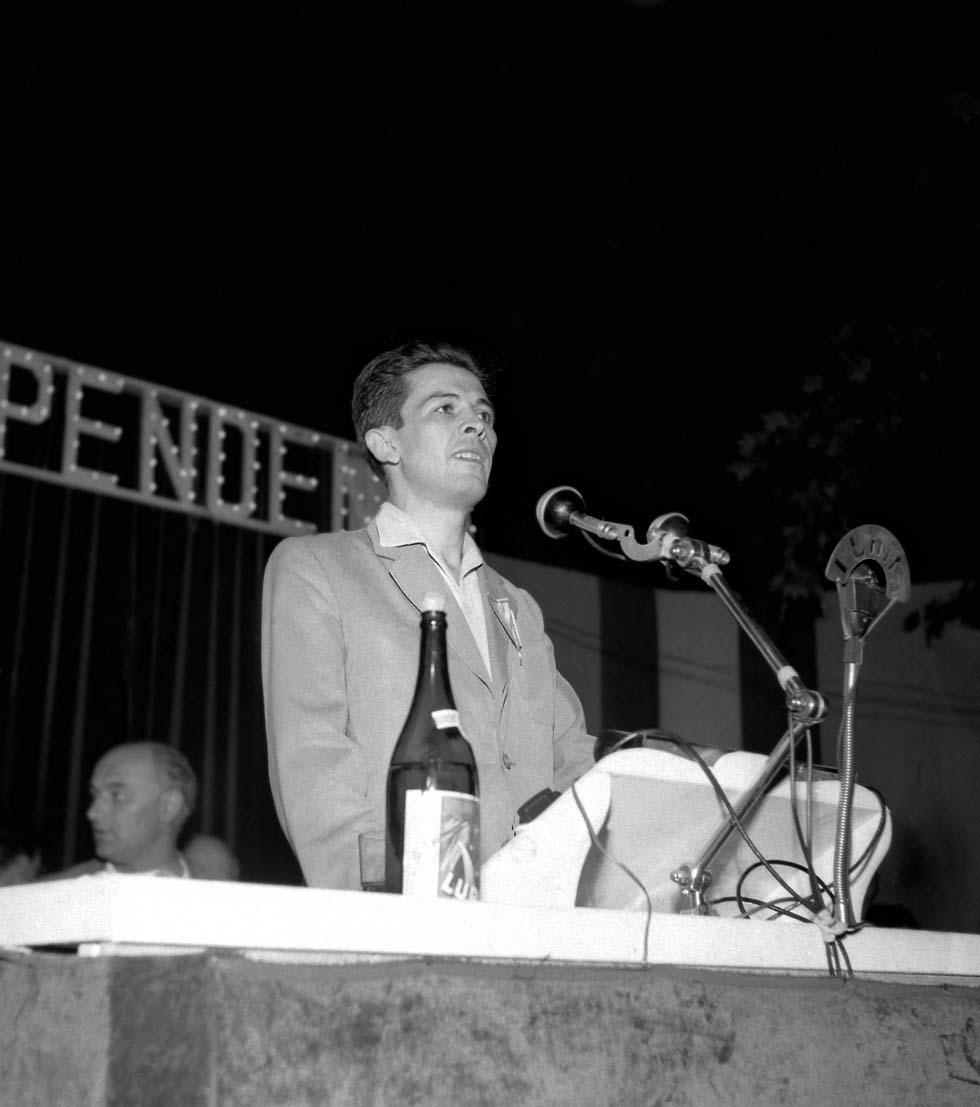
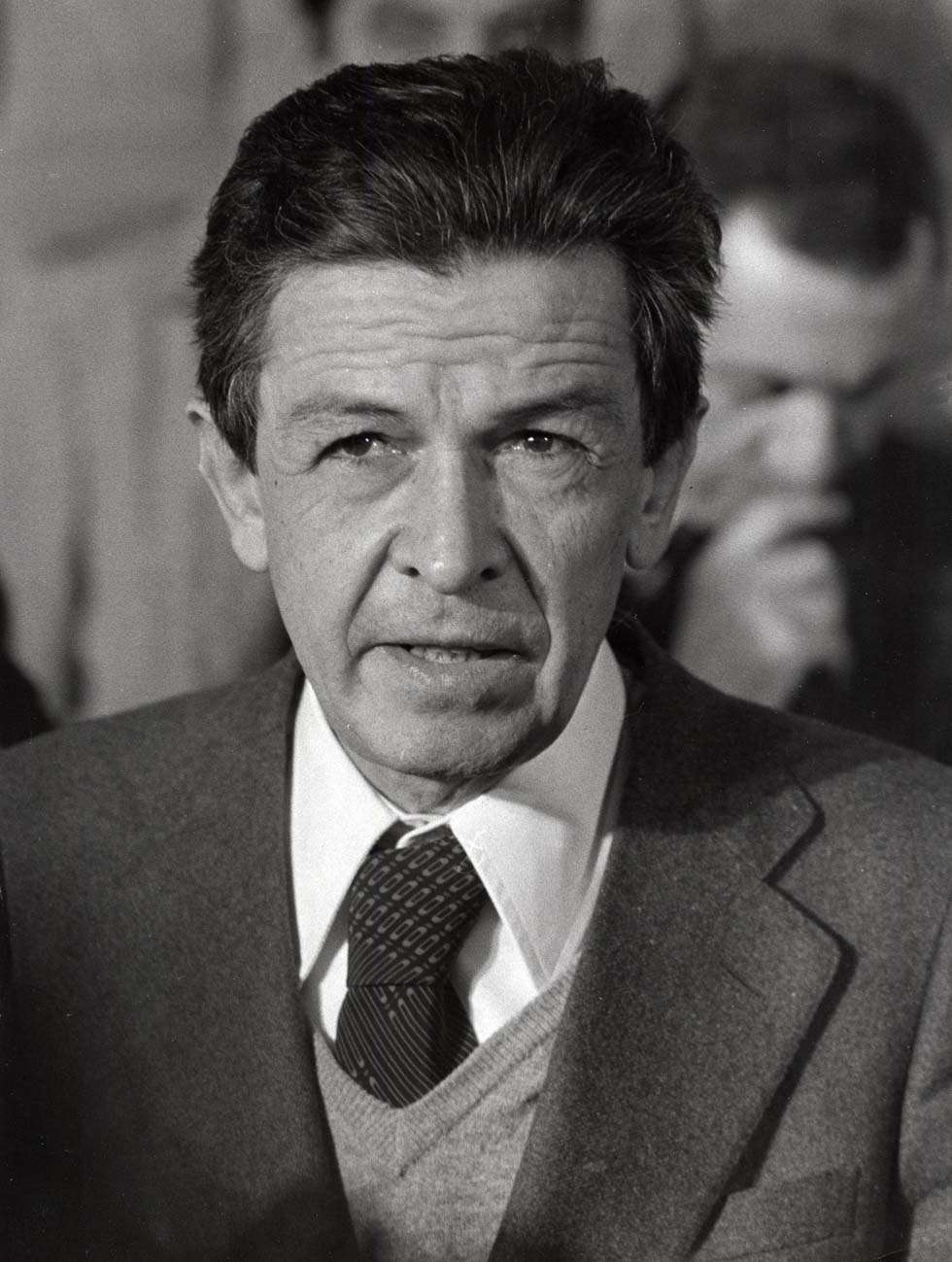